# Partecipanti all'Amstel Gold Race 2024
Elenco dei partecipanti all'Amstel Gold Race 2024.
L'Amstel Gold Race 2024 è stata la cinquantottesima edizione della corsa. Alla competizione presero parte 25 squadre: le diciotto iscritte all'UCI World Tour 2024 e sette dell'UCI ProTeam.
Ciascuna delle squadre è composta da sette ciclisti, per un totale di 175 ciclisti accreditati alla partenza.

## Corridori per squadra
Nota: R ritirato, NP non partito, FTM fuori tempo massimo, SQ squalificato
| UAE Team Emirates               | UAE Team Emirates               | UAE Team Emirates               | EF Education-EasyPost   | EF Education-EasyPost      | EF Education-EasyPost   | Ineos Grenadiers       | Ineos Grenadiers         | Ineos Grenadiers       |
| ------------------------------- | ------------------------------- | ------------------------------- | ----------------------- | -------------------------- | ----------------------- | ---------------------- | ------------------------ | ---------------------- |
| N°                              | Ciclista                        | Clas.                           | N°                      | Ciclista                   | Clas.                   | N°                     | Ciclista                 | Clas.                  |
| 1                               | Juan Ayuso                      | 21º                             | 11                      | Ben Healy                  | 45º                     | 21                     | Thomas Pidcock           | 1º                     |
| 2                               | Jan Christen                    | 30º                             | 12                      | Richard Carapaz            | 51º                     | 22                     | Michał Kwiatkowski       | 35º                    |
| 3                               | Sjoerd Bax                      | 79º                             | 13                      | Owain Doull                | 122º                    | 23                     | Omar Fraile              | R                      |
| 4                               | Finn Fisher-Black               | 111º                            | 14                      | Mikkel Frølich Honoré      | 28º                     | 24                     | Brandon Rivera           | 83º                    |
| 5                               | João Almeida                    | 38º                             | 15                      | Lukas Nerurkar             | 114º                    | 25                     | Connor Swift             | R                      |
| 6                               | Marc Hirschi                    | 2º                              | 16                      | James Shaw                 | 72º                     | 26                     | Ben Turner               | 115º                   |
| 7                               | Brandon McNulty                 | 52º                             | 17                      | Marijn van den Berg        | 11º                     | 27                     | Cameron Wurf             | R                      |
| Alpecin-Deceuninck              | Alpecin-Deceuninck              | Alpecin-Deceuninck              | Team Visma-Lease a Bike | Team Visma-Lease a Bike    | Team Visma-Lease a Bike | Soudal Quick-Step      | Soudal Quick-Step        | Soudal Quick-Step      |
| N°                              | Ciclista                        | Clas.                           | N°                      | Ciclista                   | Clas.                   | N°                     | Ciclista                 | Clas.                  |
| 31                              | Mathieu van der Poel            | 22º                             | 41                      | Tiesj Benoot               | 3º                      | 51                     | Antoine Huby             | 102º                   |
| 32                              | Gianni Vermeersch               | R                               | 42                      | Per Strand Hagenes         | 107º                    | 52                     | Mauri Vansevenant        | 4º                     |
| 33                              | Quinten Hermans                 | 80º                             | 43                      | Matteo Jorgenson           | 37º                     | 53                     | Gil Gelders              | 65º                    |
| 34                              | Søren Kragh Andersen            | 112º                            | 44                      | Milan Vader                | 109º                    | 54                     | William Junior Lecerf    | 56º                    |
| 35                              | Axel Laurance                   | 90º                             | 45                      | Johannes Staune-Mittet     | R                       | 55                     | Pepijn Reinderink        | 68º                    |
| 36                              | Xandro Meurisse                 | 93º                             | 46                      | Julien Vermote             | 86º                     | 56                     | Jordi Warlop             | R                      |
| 37                              | Oscar Riesebeek                 | R                               | 47                      | Tosh Van Der Sande         | R                       | 57                     | Louis Vervaeke           | 67º                    |
| Team DSM-Firmenich PostNL       | Team DSM-Firmenich PostNL       | Team DSM-Firmenich PostNL       | Bora-Hansgrohe          | Bora-Hansgrohe             | Bora-Hansgrohe          | Astana Qazaqstan Team  | Astana Qazaqstan Team    | Astana Qazaqstan Team  |
| N°                              | Ciclista                        | Clas.                           | N°                      | Ciclista                   | Clas.                   | N°                     | Ciclista                 | Clas.                  |
| 61                              | Warren Barguil                  | R                               | 71                      | Maximilian Schachmann      | 106º                    | 81                     | Samuele Battistella      | 53º                    |
| 62                              | Enzo Leijnse                    | 120º                            | 72                      | Roger Adrià                | 14º                     | 82                     | Anthon Charmig           | 48º                    |
| 63                              | Tim Naberman                    | R                               | 73                      | Giovanni Aleotti           | 74º                     | 83                     | Igor' Čžan               | R                      |
| 64                              | Oscar Onley                     | R                               | 74                      | Alexander Hajek            | R                       | 84                     | Evgenij Fëdorov          | R                      |
| 65                              | Martijn Tusveld                 | 118º                            | 75                      | Bob Jungels                | 33º                     | 85                     | Max Kanter               | 104º                   |
| 66                              | Frank van den Broek             | 61º                             | 76                      | Matteo Sobrero             | R                       | 86                     | Christian Scaroni        | 32º                    |
| 67                              | Kevin Vermaerke                 | 24º                             | 77                      | Frederik Wandahl           | 73º                     | 87                     | Simone Velasco           | 18º                    |
| Team Jayco AlUla                | Team Jayco AlUla                | Team Jayco AlUla                | Intermarché-Wanty       | Intermarché-Wanty          | Intermarché-Wanty       | Lidl-Trek              | Lidl-Trek                | Lidl-Trek              |
| N°                              | Ciclista                        | Clas.                           | N°                      | Ciclista                   | Clas.                   | N°                     | Ciclista                 | Clas.                  |
| 91                              | Michael Matthews                | 10º                             | 101                     | Lorenzo Rota               | 19º                     | 111                    | Andrea Bagioli           | 75º                    |
| 92                              | Lawson Craddock                 | 81º                             | 102                     | Vito Braet                 | 13º                     | 112                    | Julien Bernard           | R                      |
| 93                              | Anders Foldager                 | R                               | 103                     | Francesco Busatto          | 57º                     | 113                    | Bauke Mollema            | 7º                     |
| 94                              | Luke Durbridge                  | 123º                            | 104                     | Dries De Pooter            | 89º                     | 114                    | Fabio Felline            | R                      |
| 95                              | Felix Engelhardt                | R                               | 105                     | Tom Paquot                 | R                       | 115                    | Sam Oomen                | 47º                    |
| 96                              | Jan Maas                        | R                               | 106                     | Alexy Faure Prost          | R                       | 116                    | Mattias Skjelmose        | 17º                    |
| 97                              | Mauro Schmid                    | 82º                             | 107                     | Georg Zimmermann           | 42º                     | 117                    | Toms Skujiņš             | 39º                    |
| Decathlon AG2R La Mondiale Team | Decathlon AG2R La Mondiale Team | Decathlon AG2R La Mondiale Team | Arkéa-B&B Hotels        | Arkéa-B&B Hotels           | Arkéa-B&B Hotels        | Groupama-FDJ           | Groupama-FDJ             | Groupama-FDJ           |
| N°                              | Ciclista                        | Clas.                           | N°                      | Ciclista                   | Clas.                   | N°                     | Ciclista                 | Clas.                  |
| 121                             | Benoît Cosnefroy                | 16º                             | 131                     | Vincenzo Albanese          | 110º                    | 141                    | Valentin Madouas         | 6º                     |
| 122                             | Pierre Gautherat                | 98º                             | 132                     | Anthony Delaplace          | 69º                     | 142                    | Lorenzo Germani          | 99º                    |
| 123                             | Dorian Godon                    | 36º                             | 133                     | Simon Guglielmi            | 125º                    | 143                    | Romain Grégoire          | 12º                    |
| 124                             | Paul Lapeira                    | 5º                              | 134                     | Laurens Huys               | 71º                     | 144                    | Stefan Küng              | 29º                    |
| 125                             | Oliver Naesen                   | 108º                            | 135                     | Mathis Le Berre            | 66º                     | 145                    | Quentin Pacher           | 8º                     |
| 126                             | Valentin Retailleau             | 119º                            | 136                     | Kévin Vauquelin            | 41º                     | 146                    | Rémy Rochas              | 103º                   |
| 127                             | Damien Touzé                    | 92º                             | 137                     | Matis Louvel               | R                       | 147                    | Clément Russo            | R                      |
| Bahrain Victorious              | Bahrain Victorious              | Bahrain Victorious              | Cofidis                 | Cofidis                    | Cofidis                 | Movistar Team          | Movistar Team            | Movistar Team          |
| N°                              | Ciclista                        | Clas.                           | N°                      | Ciclista                   | Clas.                   | N°                     | Ciclista                 | Clas.                  |
| 151                             | Pello Bilbao                    | 9º                              | 161                     | Axel Mariault              | R                       | 171                    | Alex Aranburu            | 113º                   |
| 152                             | Nicolò Buratti                  | 59º                             | 162                     | Ben Hermans                | R                       | 172                    | Jorge Arcas              | 121º                   |
| 153                             | Matevž Govekar                  | R                               | 163                     | Gorka Izagirre             | R                       | 173                    | Jon Barrenetxea          | R                      |
| 154                             | Yukiya Arashiro                 | 95º                             | 164                     | Ion Izagirre               | R                       | 174                    | Carlos Canal             | 105º                   |
| 155                             | Fran Miholjević                 | R                               | 165                     | Christophe Noppe           | R                       | 175                    | Davide Formolo           | 46º                    |
| 156                             | Łukasz Wiśniowski               | R                               | 166                     | Alexis Renard              | R                       | 176                    | Iván García Cortina      | 84º                    |
| 157                             | Fred Wright                     | 44º                             | 167                     | Ludovic Robeet             | R                       | 177                    | Johan Jacobs             | R                      |
| TDT-Unibet                      | TDT-Unibet                      | TDT-Unibet                      | Uno-X Mobility          | Uno-X Mobility             | Uno-X Mobility          | Team Flanders-Baloise  | Team Flanders-Baloise    | Team Flanders-Baloise  |
| N°                              | Ciclista                        | Clas.                           | N°                      | Ciclista                   | Clas.                   | N°                     | Ciclista                 | Clas.                  |
| 181                             | Hartthijs de Vries              | 88º                             | 191                     | Martin Urianstad           | 91º                     | 201                    | Kamiel Bonneu            | 31º                    |
| 182                             | Owen Geleijn                    | 101º                            | 192                     | Odd Christian Eiking       | 25º                     | 202                    | Toon Clynhens            | R                      |
| 183                             | Jelle Johannink                 | 55º                             | 193                     | Markus Hoelgaard           | 34º                     | 203                    | Lars Craps               | R                      |
| 184                             | Tomáš Kopecký                   | 116º                            | 194                     | Anders Johannessen         | R                       | 204                    | Ward Vanhoof             | R                      |
| 185                             | Zeb Kyffin                      | 117º                            | 195                     | Tobias Halland Johannessen | 70º                     | 205                    | Elias Maris              | 87º                    |
| 186                             | Lander Loockx                   | R                               | 196                     | Andreas Leknessund         | 26º                     | 206                    | Vincent Van Hemelen      | R                      |
| 187                             | Adam Ťoupalík                   | 64º                             | 197                     | Anders Skaarseth           | 97º                     | 207                    | Dylan Vandenstorme       | R                      |
| Israel-Premier Tech             | Israel-Premier Tech             | Israel-Premier Tech             | Lotto Dstny             | Lotto Dstny                | Lotto Dstny             | Tudor Pro Cycling Team | Tudor Pro Cycling Team   | Tudor Pro Cycling Team |
| N°                              | Ciclista                        | Clas.                           | N°                      | Ciclista                   | Clas.                   | N°                     | Ciclista                 | Clas.                  |
| 211                             | Simon Clarke                    | 54º                             | 221                     | Maxim Van Gils             | 20º                     | 231                    | Sebastian Kolze Changizi | R                      |
| 212                             | Jakob Fuglsang                  | 76º                             | 222                     | Jenno Berckmoes            | 60º                     | 232                    | Aloïs Charrin            | R                      |
| 213                             | Krists Neilands                 | 100º                            | 223                     | Jarrad Drizners            | R                       | 233                    | Jacob Eriksson           | 94º                    |
| 214                             | Corbin Strong                   | 96º                             | 224                     | Pascal Eenkhoorn           | 58º                     | 234                    | Lucas Eriksson           | 50º                    |
| 215                             | Dylan Teuns                     | 15º                             | 225                     | Andreas Kron               | 40º                     | 235                    | Miká Heming              | R                      |
| 216                             | Stephen Williams                | 43º                             | 226                     | Mathijs Paasschens         | R                       | 236                    | Alexander Kamp           | 27º                    |
| 217                             | Jake Stewart                    | R                               | 227                     | Jonas Gregaard             | 78º                     | 237                    | Arthur Kluckers          | R                      |
| Q36.5 Pro Cycling Team          |                                 |                                 |                         |                            |                         |                        |                          |                        |
| N°                              | Ciclista                        | Clas.                           |                         |                            |                         |                        |                          |                        |
| 241                             | Gianluca Brambilla              | 23º                             |                         |                            |                         |                        |                          |                        |
| 242                             | Walter Calzoni                  | 85º                             |                         |                            |                         |                        |                          |                        |
| 243                             | David de la Cruz                | 62º                             |                         |                            |                         |                        |                          |                        |
| 244                             | Mark Donovan                    | 49º                             |                         |                            |                         |                        |                          |                        |
| 245                             | Alessandro Fancellu             | 63º                             |                         |                            |                         |                        |                          |                        |
| 246                             | Damien Howson                   | 124º                            |                         |                            |                         |                        |                          |                        |
| 247                             | Joey Rosskopf                   | R                               |                         |                            |                         |                        |                          |                        |